# Leo Mohr
Leo Mohr (* 27. Juni 1874 in Lustadt; † 31. Dezember 1918 in Halle an der Saale) war ein deutscher Internist und Hochschullehrer an der Universität Halle.
Mohr studierte Medizin an der Universität Würzburg, an der er 1896 promoviert wurde (Über die Resorption einiger Arzneimittel und Arzneiformen vom Mastdarm aus). Nachdem er an verschiedenen Universitätskliniken (wie der in Königsberg) wirkte und sich in Innerer Medizin habilitierte, wurde er 1906 Leiter der Medizinischen Klinik der Universität Halle, zunächst in Vertretung. 1909 wurde er Direktor der Universitätspoliklinik und planmäßiger außerordentlicher Professor, anscheinend ohne reguläres Berufungsverfahren. Das und sein Verhalten gegenüber Kollegen und Mitarbeitern schuf ihm auch Gegner in der medizinischen Fakultät, denn als 1918 Gerüchte im Umlauf waren, er sollte die Leitung der Universitätsklinik in Halle übernehmen als Nachfolger von Adolf Schmidt, wurde das von der Universitätsleitung umgehend dementiert. 1913 wurde er Vorsitzender der Vereinigung der außerordentlichen Professoren in Preußen. Im Ersten Weltkrieg war Mohr Militärarzt in der 6. Armee und leitete ein Feldlazarett an der Westfront. Zuletzt war er Arzt in der Militärmission in Konstantinopel. Er starb an einer Sepsis, nachdem er sich bei der Rückreise aus der Türkei nach Deutschland eine Hautverletzung zugezogen hatte. Für seine Dienste im Ersten Weltkrieg erhielt er das Eiserne Kreuz I. Klasse.
Er forschte zu Stoffwechselerkrankungen (Diabetes, Gicht, Übergewicht), Herz- und Darmerkrankungen. Er war mit Rudolf Staehelin der Begründer des Handbuchs der inneren Medizin, das beide seit 1908 herausgaben und dessen erster Band 1911 erschien. Das Erscheinen des sechsen und letzten Bandes der ersten Auflage im Jahr 1919 erlebte Mohr nicht mehr.